# Stabburselva
Die Stabburselva (nordsamisch: Rávttošjohka, finnisch Rautusjoki) ist ein 60 km langer Fluss im norwegischen Fylke Finnmark. Sie durchfließt den Stabbursdalen-Nationalpark und mündet 15 km nördlich der Ortschaft Lakselv beim Stabbursnes-Naturreservat in den Porsangerfjord.  
Die Stabburselva hat ihren Ursprung in der Finnmarksvidda nördlich des größten Sees der Finnmark, Iešjávri.
Mit dem Programm Verneplan I for vassdrag ist der Fluss seit 1973 unter besonderem Schutz.

## Fauna
In der Stabburselva kann man u. a. Lachse, Meerforellen, Wandersaiblinge und Bachforellen angeln.